# Palaeorhiza cassiaefloris
Palaeorhiza cassiaefloris är en biart som först beskrevs av Cockerell 1910.  Palaeorhiza cassiaefloris ingår i släktet Palaeorhiza och familjen korttungebin. Inga underarter finns listade i Catalogue of Life.